# Josef Rosenberg
Josef Rosenberg (4. října 1849 Jilemnice – 18. září 1915 Poděbrady) byl český stavitel, architekt, pivovarník, podnikatel, automobilista a první předseda Českého klubu automobilistů (pozdějšího Autoklubu Republiky československé), se sídlem v Praze. Byl významnou postavou a průkopníkem automobilismu a jedním z prvních majitelů osobního automobilu v českých zemích.

## Život

### Mládí
Narodil se v Jilemnici v Podkrkonoší. Získal technické vzdělání a posléze na Královských Vinohradech vybudoval úspěšnou stavební firmu specializující se na budování průmyslových staveb, zejména pivovarů. Je uváděn jako stavební rada v Jihlavě a Praze. Jeho firma provedla mj. roku 1890 modernizaci pivovaru v Libni.
Své průmyslové plány vystavoval rovněž na Zemské jubilejní výstavě konané roku 1891 v Praze.

### Český klub automobilistů
Byl nadšeným motoristou a propagátorem tohoto nového sportovního odvětví prudce se rozvíjejícího od 90. let 19. století. Podnikání mu navíc zajistilo potřebné finanční zázemí. Okolo roku 1900 se stal jedním z prvních majitelů osobního automobilu v Čechách. V únoru 1904 se podílel na založení Českého klubu automobilistů, Na první valné hromadě klubu v únoru 1904 byl zvolen prvním předsedou. Jen několik měsíců poté došlo, především díky jeho iniciativě, na Žofíně k založení Českého klubu automobilistů, jehož se Rosenberg stal předsedou, a do funkce prvního místopředsedy pak zasedl bankéř Emil Miřička. Spolek se záhy sloučil s motocyklovým spolkem Český klub motocyklistů. V době založení klubu proběhla na Žofíně s výstavou dvou automobilových šasí a dvou automobilů v majetku Rosenberga a dále p. Formánka.
V klubu byla sdružena řada průkopníků motorismu v českých zemích, včetně Václava Klementa, klub se rovněž podílel na organizaci prvních motoristických závodů. Jeho členové mj. deklarovali záměr zakládat síť míst s možností dokoupení pohonných hmot, ze kterých se posléze stala síť čerpacích stanic.

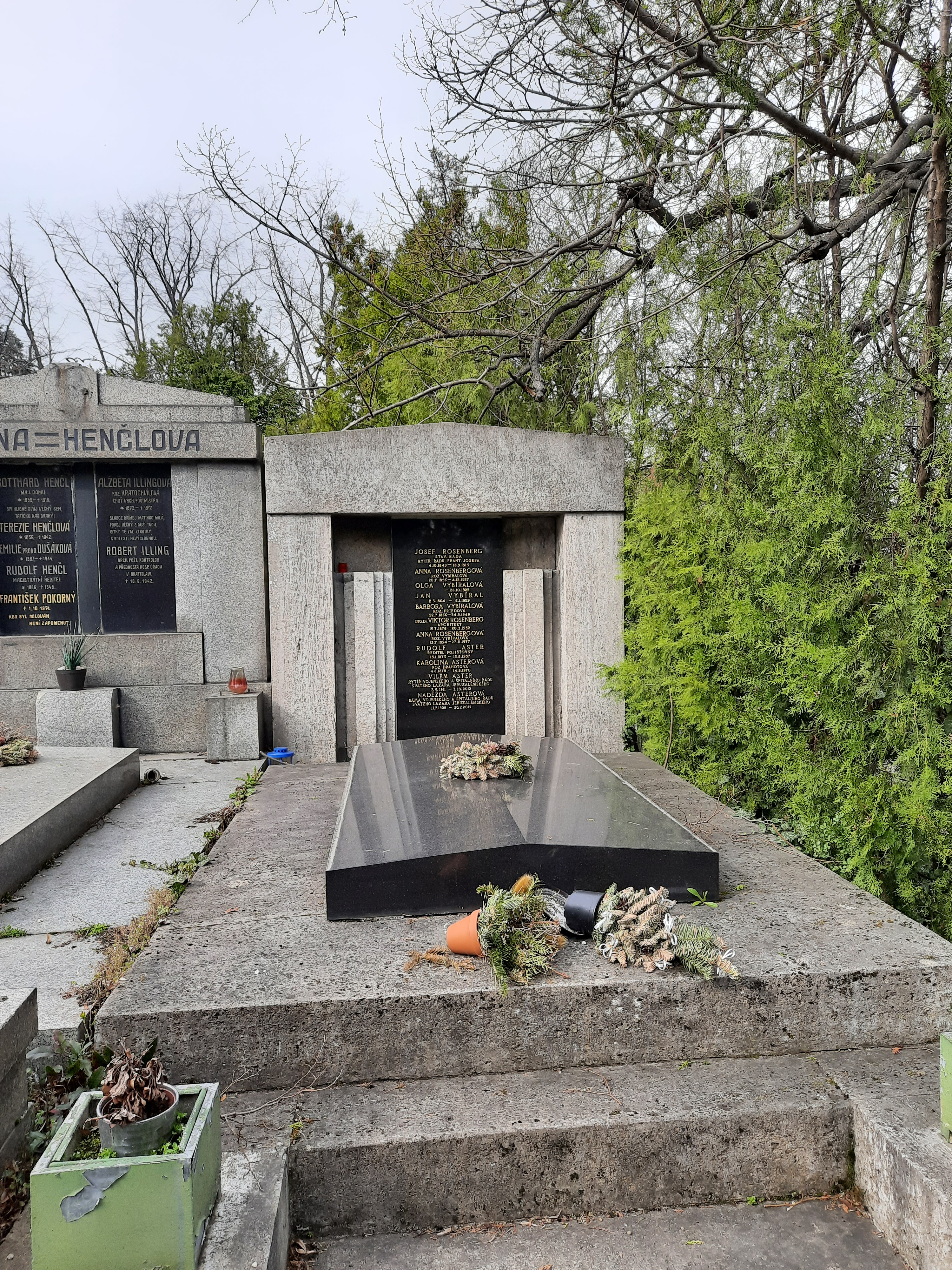
Hrobka rodiny Josefa Rosenberga na Vinohradském hřbitově

Věnoval se mj. publikační činnosti o pivovarnictví a motorismu, roku 1904 např. v Národních listech uveřejnil článek o riskantnosti rychlé automobilové jízdy.
Byl členem České národní strany svobodomyslné (mladočeši). Za jeho pracovní zásluhy mu byl udělen Řád Františka Josefa.

### Úmrtí
Zemřel 18. září 1915 při ozdravném pobytu v lázních Poděbrady ve věku 65 let. Byl pohřben v rodinné hrobce na Vinohradském hřbitově.